# H. Otley Beyer
Pour les articles homonymes, voir Beyer.
Henry Otley Beyer (né le 13 juillet 1883 à Edgewood et mort le 31 décembre 1966 à Manille) est un anthropologue américain qui a passé l'essentiel de sa vie adulte aux Philippines à étudier les cultures indigènes du pays. Il est considéré comme « le père de l'anthropologie philippine ».

## Biographie
Beyer est né à Edgewood dans l'Iowa dans une famille originaire de Bavière ; il s'est découvert un intérêt pour les Philippines en visitant l'exposition de ce pays à la Louisiana Purchase Centennial Exhibition de 1904 à Saint-Louis (Missouri).
Après avoir obtenu un master en chimie à l'université de Denver l'année suivante, il s'est porté volontaire pour aller enseigner aux Philippines. il a passé ses premières années dans la cordillère centrale de l'île de Luçon, auprès des populations ifugao. Il a plus tard épousé Lingayu Gambuk, la fille de 16 ans d'un chef de village ifugao du barangay d'Amganad (dans la municipalité de Banaue). En 1918, ils ont eu fils, William. Bien que vivant dans un pays très majoritairement catholique, H. Otley Beyer est resté protestant toute sa vie.
Il a poursuivi des études d'anthropologie à l'université Harvard et a été nommé ethnologue au Bureau des sciences des Philippines et directeur à temps partiel du Musée national des Philippines. Il est devenu professeur d'anthropologie à l'université des Philippines en 1914. En 1925, il a pris la tête de son département d'anthropologie, dont il est devenu le premier titulaire de la chaire.
Au cours de la Seconde Guerre mondiale, il a d'abord été autorisé à continuer ses recherches, avant d'être interné avec les autres américains du pays.
Avant sa mort, l'université des Philippines, l'université Silliman et l'université Ateneo de Manila l'ont nommé docteur honoris causa. Il a aussi reçu de nombreuses récompenses pour ses 60 ans d'enseignement aux Philippines. En 1965, l'université des Philippines a organisé en son honneur un « symposium H. Otley Beyer », dont les actes ont été publiés deux ans après.
Il est mort le 31 décembre 1966 à Manille.
La Bibliothèque nationale d'Australie a acheté ses papiers et sa bibliothèque complète en 1972.

## Recherches
H. Otley Beyer est connu notamment pour sa théorie du peuplement préhistorique des Philippines, dite théorie de la «migration par vagues» selon laquelle les ancêtres des Philippins seraient venus de lieux ou patries multiples par vagues successives. L'anthropologue philippin F. Landa Jocano est le premier à avoir contesté cette hypothèse, dès les années 1960, en défendant l'idée d'une population autochtone qui aurait connu un processus de différenciation graduel. Aujourd'hui la théorie qui a le plus de crédit sur cette question est celle de Peter Bellwood ; il s'agit de la théorie dite «sortie de Taïwan» (Out of Taïwan).

## Citations
« Le travail archéologique est comme une fascinante histoire policière, avec les spécimens et les données de site en guise d'indice capitaux — et tout est important quand les spécimens et vos souvenirs de quand et où ils ont été trouvés sont encore frais, avant qu'ils soient brouillés par de nouvelles activités ailleurs. »

— Dans une lettre à un collègue en mars 1955
Beyer a décrit son travail comme « essayer de servir l'université [des Philippines] et de procurer et conserver pour la population des Philippines les traces de leur abondante culture ancienne. » — Dans une lettre à Carlos Peña Rómulo, alors président de l'université des Philippines.